# Theobald Renner
Theobald Renner (geb. 4. Juni 1779 in Bremen; gest. 13. Februar 1850 in Jena) war ein deutscher Anatom und Tierarzt. Er war Professor an der Universität Moskau sowie Professor für vergleichende Anatomie und Tierheilkunde an der Universität Jena und Direktor der Tierarzneischule Jena.

## Leben
Renner studierte an der Königlichen Tierarzneischule Berlin. 1802 siedelte er nach Russland über und wurde zunächst Tierarzt am Rostopchin Gestüt. Dann wechselte er als Veterinär zur Moskauer Polizei. Neben seiner Arbeit führte er umfangreiche Studien zu Medizin und Physik durch. 1808 begegnete er dem Mathematikprofessor Johann Christian Martin Bartels, der ihm riet, sich in Kasan zu bewerben. Am 1. August 1808 wurde er auf eine außerordentliche Professur an der Universität Kasan berufen, verzichtete jedoch auf diese Stelle. Da Renner eines der Gründungsmitglieder der Moskauer Gesellschaft der Naturforscher war, war es ihm gestattet, an der Moskauer Universität Medizin und Physik zu studieren. Im Jahre 1810 wurde er mit einer Arbeit zur Tollwut zum Dr. med. promoviert. 1811 erhielt er eine außerordentliche Professur an der Moskauer Universität. Er unterrichtete dort Anatomie und Physiologie der Haustiere sowie Geschichte der Veterinärmedizin. 1812 wurde er Regimentsarzt des dritten ukrainischen Kosakenregiments und nahm in diesem Jahr unter anderem an der Schlacht bei Borodino gegen die Armee Napoleons teil. 1813 zog er mit seiner Einheit bis nach Paris, war aber immer noch offiziell an der Moskauer Universität angestellt. 1812 verlor er durch einen Brand sein gesamtes Hab und Gut einschließlich aller wissenschaftlichen Aufzeichnungen in Moskau. 1814 zog er als Privatgelehrter nach Berlin.
1816 wurde Renner auf Betreiben Johann Wolfgang von Goethes als Direktor der neugegründeten Tierarzneischule Jena berufen. Diese gehörte zunächst zu den Anstalten für Wissenschaft 
und Kunst im Großherzogtum Sachsen-Weimar und Eisenach. Hier unterrichtete Renner Anatomie, Krankheiten, Chirurgie, Geburtshilfe, Therapie und Pathologie der Haustiere sowie tierärztliche Arzneimittellehre und gerichtliche Tierheilkunde. Zudem hielt er Vorlesungen zur vergleichenden Anatomie für Humanmediziner. 

## Werk und Ehrungen
Renner erkannte, dass sich das Tollwutvirus über die Nerven verbreitet. Zudem leistete er Beiträge zur Epizootiologie der Rinderpest. Darüber hinaus betrieb er anatomische Studien und legte eine große pathologisch-anatomische Sammlung an, die nach Auflösung der Tierarzneischule an das Museum für Haustierkunde Julius Kühn ging.
In der Goetheallee 3 in Jena, dem ehemaligen Standort der Tierarzneischule Jena, befindet sich heute eine Gedenktafel, die an Theobald Renner erinnert. Zudem ist nach ihm eine Straße im Jenaer Stadtteil Lobeda benannt.